# Alta corte di giustizia sportiva
L'Alta corte di giustizia sportiva era un organo di giustizia sportiva istituito presso il CONI nel 2007 per decidere su tutte le controversie per le quali non era possibile ricorrere a procedure conciliative o di arbitrato, soppresso nel 2014.

## Storia
Di tali controversie si occupava infatti, in precedenza, la Camera di conciliazione ed arbitrato per lo sport (soppressa appunto nel 2007), che però non aveva l'ultima parola in quanto era sempre ammesso il ricorso alla giustizia ordinaria (TAR del Lazio e Consiglio di Stato).
L'Alta corte era costituita da cinque membri nominati dal consiglio nazionale del CONI su proposta della giunta nazionale, scelti tra magistrati, professori universitari e avvocati dello Stato, in carica per sei anni. Il presidente fu Franco Frattini.
Nel 2014 un'ulteriore riforma della giustizia sportiva ha soppresso sia l'Alta corte, sia il parallelo TNAS (Tribunale Nazionale di Arbitrato per lo Sport) ed ha nuovamente riunito le funzioni di entrambi in un unico organo: il Collegio di Garanzia, sempre istituito presso il CONI.